# Brucella melitensis
Brucella melitensis je gram-negativní kokovitá bakterie z rodu Brucella. Jedná se o nepohyblivou, striktně aerobní, kataláza pozitivní bakterii, která se kultivuje na tryptonovém nebo Brucella agaru při atmosféře 10 % CO2. Je původcem brucelózy ovcí a koz. Nakazit se mohou velbloudi, skot, pes nebo člověk. Vyskytuje v celkem 3 různých biovarech, převažuje biovar 1. Vyskytuje se především ve Středomoří a na Blízkém a Středním Východě. U ovcí a koz způsobuje aborty, u samců pak záněty nadvarlat a varlat. B. melitensis se u infikovaných koz, ovcí a velbloudů dlouhou dobu vylučuje do mléka, které je poté významným zdrojem infekce pro člověka. Onemocnění člověka (viz brucelóza) bylo popsáno již v roce 1887 u britských vojáků na Maltě nakažených z kozího mléka. Onemocnění je charakterizováno vlnitou horečkou, jež přechází do chronického stádia provázeného tvorbou abscesů, bolestmi kloubů a svalů.